# Euphorbia actinoclada
Euphorbia actinoclada es una especie de plantas con flores perteneciente a la familia Euphorbiaceae.

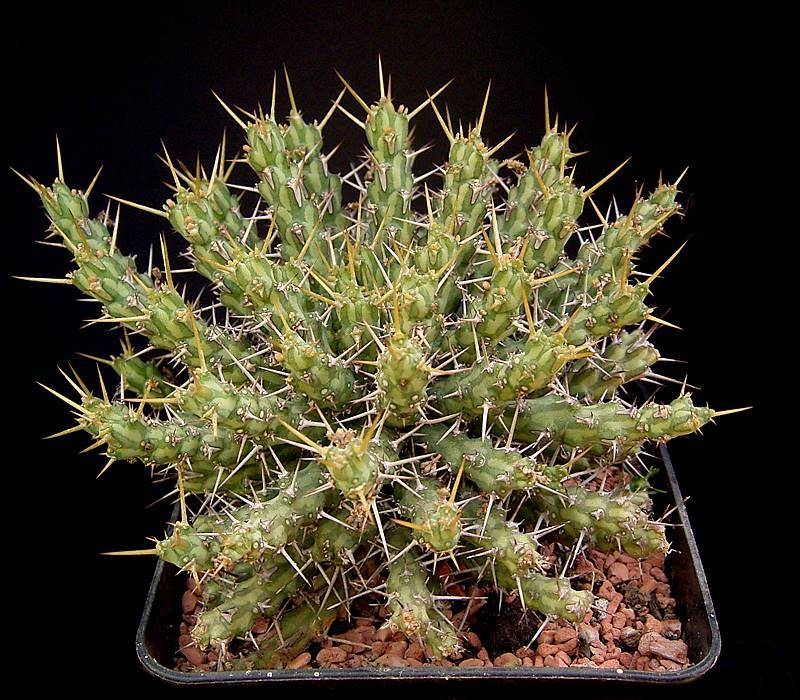
Detalle de la planta

## Descripción
Es un arbusto enano con un tallo principal de un metro, con una raíz carnosa gruesa. Las ramas en posición vertical de 15 cm de largo y 1 cm de diámetro que se extienden en la parte superior. En sección transversal son débilmente pentagonal. Su superficie es de color verde oscuro con rayas. Las hojas de son rudimentarios y efímeras.

## Distribución y hábitat
Es endémica de Kenia, Somalía y Etiopía. Su hábitat natural son los matorrales pedregosos tropicales y subtropicales.

## Taxonomía
Euphorbia actinoclada fue descrito por Susan Carter Holmes y publicado en Hooker's Icones Plantarum 39: t. 3851. 1982.
Etimología
Euphorbia: nombre genérico que deriva del médico griego del rey Juba II de Mauritania (52 a 50 a. C. - 23), Euphorbus, en su honor – o en alusión a su gran vientre – ya que usaba médicamente Euphorbia resinifera. En 1753 Carlos Linneo asignó el nombre a todo el género.
actinoclada: epíteto